# Ellbachsee
Der Ellbachsee ist ein Karsee im nördlichen Schwarzwald am Südwestrand der Gemarkung von Baiersbronn im Landkreis Freudenstadt in Baden-Württemberg.

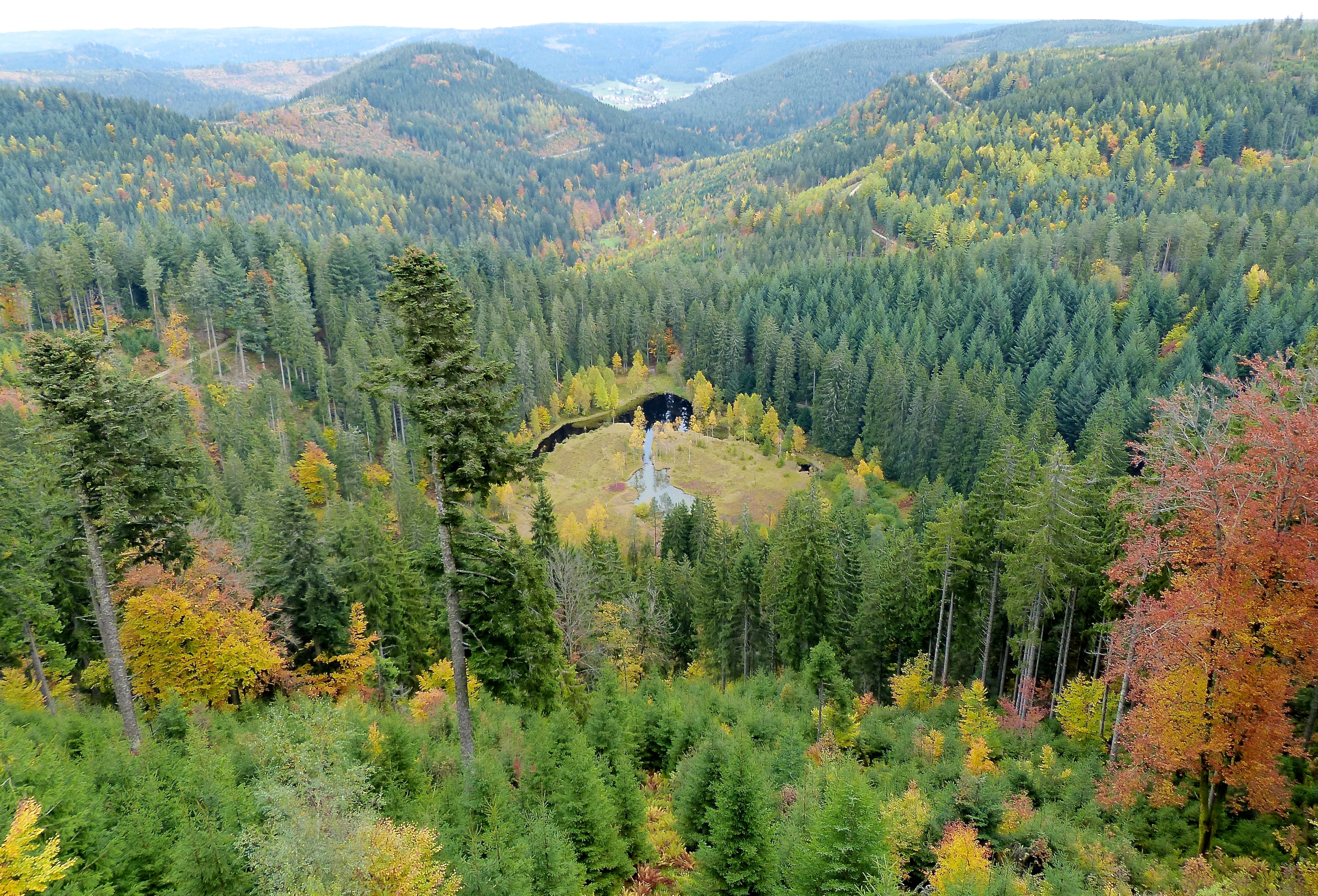
Blick über den Ellbachsee in Richtung Baiersbronn-Mitteltal

 Der See liegt rund 1,3 km nördlich von Kniebis (Ortsteil von Freudenstadt) und rund 5,5 km südwestlich von Mitteltal (Ortsteil von Baiersbronn). Von der im Jahr 2013 auf 921 m über NHN angelegten Aussichtsplattform Ellbachseeblick hat man einen Ausblick auf den rund 150 Meter tiefer gelegenen See und die Häuser von Mitteltal im Hintergrund.
Der verlandende, ursprünglich nahezu runde See hat nur noch die Form einer dreifingerigen Hand. Die nach Südsüdwest gerichteten „Finger“ haben Längen zwischen 80 und 110 Metern und die im Norden gelegene „Handfläche“ einen Durchmesser von rund 40 Metern. Der überwiegend von Schwingrasen bedeckte Wasserkörper hat einen maximalen Durchmesser von knapp 150 Metern.
Wie alle Karseen ist auch der Ellbachsee durch Gletscher entstanden. Die letzte Vertiefung des Seebeckens geschah während der Würm-Kaltzeit, die im Schwarzwald vor ungefähr 10.000 Jahren endete.
Der Ellbachsee und seine Umgebung sind sowohl als flächenhaftes Naturdenkmal (7,1 ha), als Geotop und auch als Schonwald ausgewiesen.
Der Sage nach leben in dem See Wasserelfen.